# Hugh Davies (compositore)
Hugh Seymour Davies (Exmouth, 23 aprile 1943 – Londra, 1º gennaio 2005) è stato un musicologo e compositore inglese.

## Storia
Davies nacque a Exmouth, nel Devon, in Inghilterra. Dopo aver frequentato la Westminster School, studiò musica al Worcester College di Oxford dal 1961 al 1964. Poco dopo si recò a Colonia, in Germania, per lavorare come assistente personale di Karlheinz Stockhausen.
Dal 1968 al 1971, Davies suonò nel collettivo "The Music Improvisation Company" con il chitarrista Derek Bailey e il sassofonista Evan Parker. In seguito, Bailey scriverà che "l'elettronica dal vivo serviva ad estendere la musica sia in avanti che indietro (...) Davies aiutò ad allentare quello che era stato, fino al suo arrivo, un approccio forse troppo raro". Davies fu anche membro dei "Gentle Fire", gruppo attivo dal 1968 al 1975 e specializzato in composizioni indeterminate, aleatorie e intuitive.
Davies inventò anche alcuni bizzarri strumenti musicali ricavati da oggetti che aveva in casa e che includono lo Shozyg, il Multishozyg, lo Springboard e il Porcupine.
Dagli anni sessanta in avanti, Davies contribuì in modo significativo alla documentazione della storia della musica elettronica e nel 1968 pubblicò un catalogo in cui tentò di elencare tutte le opere elettroniche composte in tutto il mondo. È stato sostenuto che, grazie alla sua ricerca e documentazione, Davies fosse stato il primo ad aver reso quello della musica elettronica un vero e proprio ambito interdisciplinare internazionale.
Davies fu anche membro degli "Artist Placement Group" durante la metà degli anni settanta.
Fu fondatore e primo direttore degli Electronic Music Studios del Goldsmiths College dal 1968 al 1986. Lavorò presso quell'università anche in qualità di ricercatore fino al 1991.
Hugh Davies fu un ricercatore part-time e docente del Sonic Art presso il Centre for Electronic Arts dell'Università del Middlesex (Londra) dal 1999 fino al 2005, anno in cui morì.

## Discografia parziale
- 1980 – Circadian Rhythm (con artisti vari)
- 1982 – Shozyg Music for Invented Instruments
- 1997 – Interplay
- 2001 – Warming Up With the Iceman
- 2002 – Sounds Heard

## Opere (elenco parziale)
- International Electronic Music Catalog, 1968
- A History of Sampling, 1985
- Sounds Heard: A Pot-pourri of Environmental Projects and Documentation, Projects with Children, Simple Musical Instruments, Sound Installations, Verbal Scores, and Historical Perspectives, 2002